# AGM-1
AGM-1 je talijanski karabin izveden u bullpup konfiguraciji.
Ideja vodilja konstruktorima ovog oružja bila je opremanje policijske ophodnje karabinom čiji je kalibar isti s kalibrom pištolja koji nose policajci čime se kanio ujednačiti kalibar oružja koji je u policijskom naoružanju (pištolji, kratke strojnice i karabini) izuzev snajperskih pušaka. Kao rezultat toga stvoren je poluautomatski karabin AGM-1 koji koristi pištoljsko streljivo kalibra 9×19 mm Parabellum. Također, proizvodili su se i kalibri .45 ACP te .22LR.
Karabin je specifičan po tome što koristi okvir Browningovog legendarnog pištolja Hi-Power a dizajniran je tako da se brzo može promijeniti cijev a time i streljivo koje se koristi. Proizvodio se u ograničenoj količini te ih je manje od stotinu izvezeno na američko tržište. Razlog tome je što je 1990. godine u vrijeme Busheve administracije donesen Zakon o zabrani uvoza svih poluautomatskih pušaka.